# محمد ستاری (سیاستمدار)
محمد ستاری سیاست‌مدار ایرانی بود، که در دوره بیست و چهارم مجلس شورای ملی بعنوان نماینده رشت از استان گیلان در مجلس شورای ملی حضور داشت.